# (28686) Tamsenprofit
(28686) Tamsenprofit est un astéroïde de la ceinture principale d'astéroïdes.

## Description
(28686) Tamsenprofit est un astéroïde de la ceinture principale d'astéroïdes. Il fut découvert le 5 avril 2000 à Socorro (Nouveau-Mexique) par le projet LINEAR. Il présente une orbite caractérisée par un demi-grand axe de 2,56 UA, une excentricité de 0,08 et une inclinaison de 1,5° par rapport à l'écliptique.

## Compléments